# 명신초등학교
명신초등학교는 대한민국 인천광역시 강화군에 있는 공립 초등학교이다.

## 학교 연혁
- 1936. 04. 10 하점공립보통학교 부설 망월간이학교 개교
- 1944. 04. 01 망월국민학교로 승격
- 1945. 09. 30 초대 한상봉 교장 취임
- 1946. 11. 05명신국민학교로 교명 개명
- 1955. 04. 01 석조 4교실 개축 준공
- 1982. 03. 09 병설유치원 개원
- 1986. 02. 28 농촌형 급식학교 지정
- 1991. 12. 07 본관 8개교실 개축 준공
- 1996. 03. 01명신초등학교로 교명 개명
- 2000. 03. 02 어학실 설치
- 2004. 10. 10 사택 철거, 주차장 설치
- 2005. 03. 30 특기적성 3개반(컴퓨터, 풍물,뮤지컬영어)교육. 스카우트 창립
- 2008. 03. 01 제24대 강환열 교장 취임
- 2008. 09. 01 과학실 현대화 및 교내 도색 작업
- 2008. 09. 29 복도 및 계단 마루바닥 공사 완공
- 2009. 02. 09 제60회 졸업식(남:3명,여:2명,계:5명)
- 2009. 03. 01 단식2, 복식2학급 편성
- 2009. 03. 18 화장실 현대화사업 준공
- 2009. 10. 09 도서실, 어학실(컴퓨터실) 준공 및 학교 교육환경 개선 사업 완공
- 2010. 03. 01 제 25대 김홍남 교장 취임, 초등(6학급), 유치원(1학급) 편성
- 2010. 04. 23 깨끗한 학교 만들기 사업교 선정
- 2010. 06. 18 인천학생과학탐구대회 우수상 수상(기계과학)
- 2010. 10. 23 인천광역시장배 씨름왕 선발대회 우승
- 2010. 11. 30 교원 사택 리모델링(2개동)
- 2010. 12. 30 2010 교육활동 우수교 표창(교육감)
- 2011. 02. 11 제 61회 졸업식(남3명, 여1명, 계4명)
- 2011. 03. 01 초등 6학급, 유치원 1학급 편성
- 2011. 03. 01 농촌체험활동 연구학교 지정(시교육청)
- 2011. 03. 01 창의 경영학교 지정(학력향상중점학교)
- 2011. 03. 01 효체험 프로그램 선도학교 지정(시교육청)
- 2011. 12. 13 2011학교평가최우수교선정
- 2011. 12. 29 교육과학기술부장관상수상
- 2012. 02. 10 제62회 초등 졸업(9명), 제29회 유치원 졸업(6명)
- 2012. 03. 01 초등6학급,유치원1학급 편성
- 2012. 07. 19 여름계절학교운영(연극제)
- 2012. 11. 08 가을계절학교
- 2012. 11. 26 재능발표회 및 방과후공개수업
- 2013. 02. 15 제63회 초등 졸업식(11명), 제30회 유치원 졸업식(3명)
- 2013. 03. 04 초등 6학급 병설 유치원 1학급 편성
- 2013. 03. 05 2013 효체험 중심학교 선정
- 2013. 07. 01 여름계절학교 운영
- 2013. 07. 01 도시학교 MOU체결 체험학습
- 2013. 10. 01 순무김치 담그기, 배따기 체험
- 2013. 12. 01 2013 학교평가 우수교 선정(시교육청)
- 2014. 01. 17 곤충 사육 관찰 시설 및 상장 진열대 설치
- 2014. 02. 14 제64회 초등 졸업식(8명) 누계 : 2824명
- 2014. 02. 14 제31회 유치원 졸업식(2명) 누계 : 377명
- 2014. 03. 01 제26대 안주형 교장선생님(공모) 취임
- 2014. 03. 24 ICT 농산어촌 선도학교 선정(시교육청)
- 2014. 04 ~ 2015.02 창의인성교육중심학교, 두드림학교 운영
- 2014. 06. 30 ~ 07. 04 여름계절학교 운영
- 2014. 07. 24 학교앞뜰 정비 및 놀이기구(미끄럼틀 외 4종) 교체 설치
- 2014. 07. 25 2014 학교평가 우수교 선정(시교육청)
- 2014. 09. 20 꿈타래 가족 한마당(가을 운동회)
- 2014. 11. 03 ~ 11. 07 가을계절학교 운영(연극체험활동)
- 2015. 02. 01 도서실 탕비시설 및 급식소 트렌치공사 완공
- 2015. 02. 13 제65회 초등 졸업식(6명 졸업) 누계 : 2,830명
- 2015. 02. 13 제32회 유치원 졸업식(3명 졸업) 누계 : 380명
- 2015. 03. 01 초등 6학급, 유치원 1학급 편성